# 拉爾莫漢烏帕齊拉
拉爾莫漢乌帕齐拉是孟加拉国波拉縣的一个乌帕齐拉，位於巴里薩爾专区的波拉縣。。

## 人口
據1991年孟加拉國人口普查，拉爾莫漢共有戶數44,967戶，人口252497人。其中男性佔比50.76%，女性佔比49.24%；成年人口112,884人。該地7歲以上人口之平均識字率為35.3%，高於全國平均值（32.4%）。